# Sinais familiares

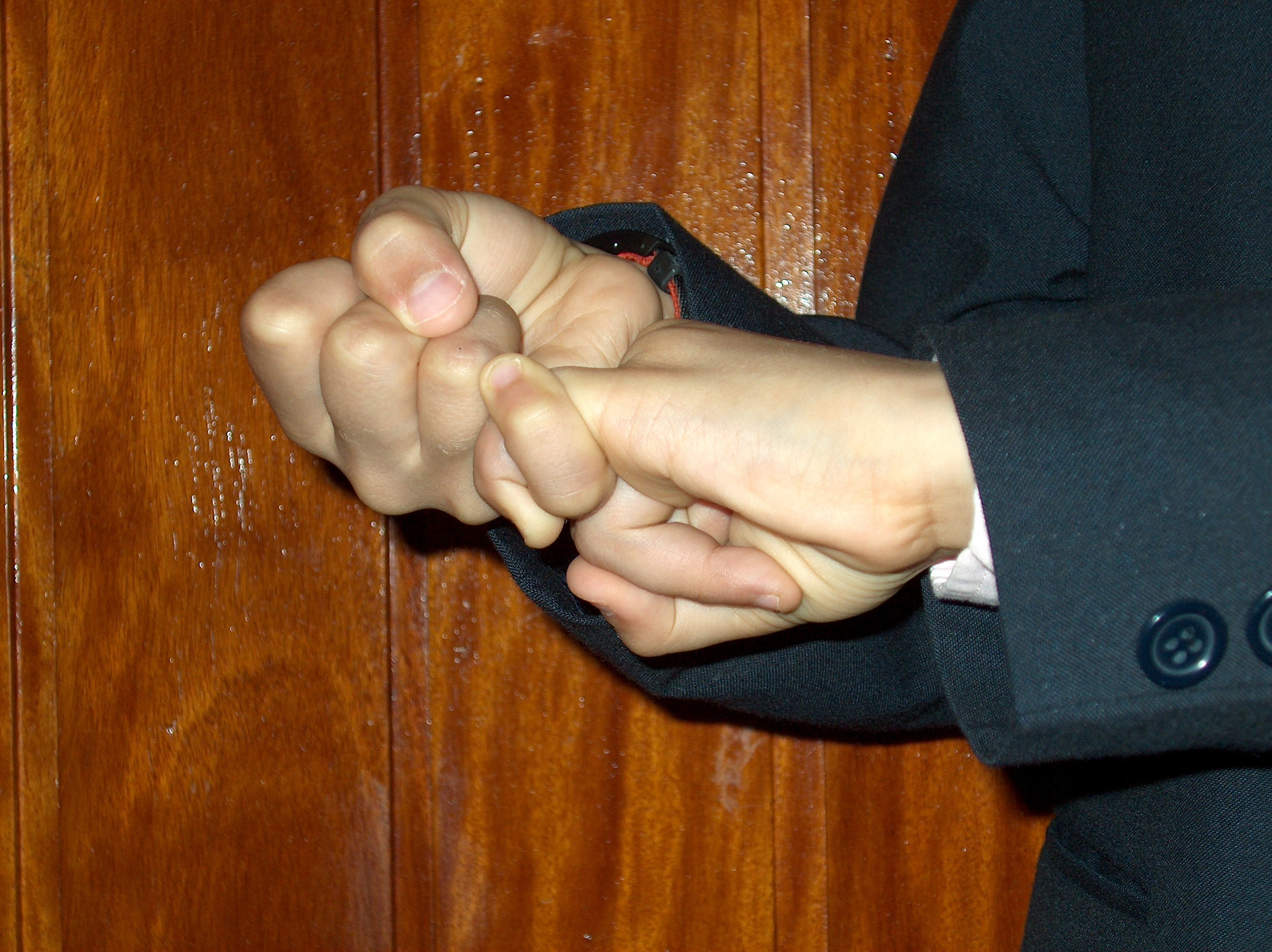
Criança gestualizando

Sinais familiares (em Portugal: gestos familiares ou gestos caseiros) são uma forma de comunicação gestual desenvolvida por crianças surdas que carecem de uma língua organizada para comunicar umas com as outras ou com a família (muitas das vezes com a família ouvinte).
Enquanto não desenvolvem uma língua completa, os sistemas de linguagens familiares mostram algumas características das línguas de sinais e orais e são bastante distintos dos gestos que normalmente acompanham o discurso oral.
Os linguistas têm mostrado interesse nos sinais familiares devido à introspecção que é gerada pela noção da capacidade humana de gerar, adquirir e processar a linguagem em geral e particularmente explorando questões como a origem da linguagem, noções de linguística universal, tendência natural da criança de inventar linguagem e a relação entre o gesto e a linguagem.

## Sinais familiares e línguas de sinais
Os sinais familiares diferem das línguas de sinais nos seguintes aspectos:
- não têm uma relação consistente entre o sinal e o seu significado;
- não passam de geração em geração;
- não são partilhados por um grande número de pessoas;
- não são considerados iguais entre a comunidade surda.[2]

No entanto, sinais familiares são normalmente o ponto inicial das novas línguas de sinais (em Portugal: línguas gestuais) que emergem quando surdos se juntam.